# Manuel Gómez González
Manuel Gómez González (29. května 1877 As Neves – 21. května 1924 Três Passos) byl španělský římskokatolický kněz působící v Brazílii, zavražděný skupinou revolucionářů spolu se svým ministrantem bl. Adíliem Daronchem. Katolická církev jej uctívá jako blahoslaveného mučedníka.

## Život
Narodil se dne 29. května 1877 v civilní farnosti São José de Ribarteme v obci As Neves v Galicii farmářům Josému Gomez Rodriguesovi a Josefě Gomez Durán.
Dne 24. května 1902 byl v kapli Passo Episcopal v Tui v Galicii vysvěcen na kněze. Světitelem byl biskup diecéze Tui Valeriano Menéndez Conde y Álvarez. Poté vykonával kněžskou službu v diecézi Tui, než byl roku 1904 přeložen do arcidiecéze Braga v Portugalsku, kde byl farářem ve farnosti v Extremu (1905–1911) a ve farnosti v Barroças e Taia (1911–1913).
Kvůli politické a náboženské perzekuci po nastolení První portugalské republiky, která se stále více stupňovala, se v roce 1913 přestěhoval do státu Rio Grande do Sul v Brazílii, kde začal působit v obcích Soledade a Nonoai, které byly v jurisdikci diecéze Santa Maria. Kromě pastorace se zde věnoval i sociálním aktivitám.
Na jaře roku 1924 vyrazil, v doprovodu svého ministranta Adília Daroncha, na pastorační cestu do oblastí, obývaných indiány a německými přistěhovalci, kde byla v té době politická situace napjatá. Dne 21. května 1924 byl spolu se svým ministrantem zajat, mučen a zavražděn zastřelením radikálními revolucionáři, pobouřenými jejich aktivitami, u obce Três Passos, tehdy nazývané Feijão Miúdo. 25. května téhož roku byly ostatky obou mučedníků objeveny a pohřbeny.

## Úcta
Beatifikační proces jeho a jeho společníka Adília Daroncha započal dne 29. března 1996, čímž obdrželi titul služebníci Boží. Dne 16. prosince 2006 podepsal papež Benedikt XVI. dekret o jejich mučednictví.
Blahořečeni pak byli dne 21. října 2007 ve městě Frederico Westphalen. Obřadu předsedal jménem papeže Benedikta XVI. kardinál José Saraiva Martins.
Jeho památka je připomínána 21. května. Bývá zobrazován v kněžském oděvu.